# Last Day Breathing
| Recensione    | Giudizio |
| ------------- | -------- |
| Sputnik Music | 2.5/5    |

Last Day Breathing è il secondo album del gruppo christian rock statunitense Ashes Remain.

## Tracce
1. Pain – 5:16
2. Separated – 3:35
3. Fervor – 4:03
4. Via Dolorosa – 0:32
5. After All This – 4:18
6. Run – 5:16
7. Cry Out – 4:41
8. Broken Pieces – 5:32
9. The Meditation (Luke 15) – 3:47
10. Gemini – 4:19
11. Seasons Change – 4:06
12. Listen – 5:03

## Formazione
- Josh Smith - voce
- Rob Tahan - chitarra solista
- Ryan Nalepa - chitarra ritmica
- Jon Hively - basso
- Ben Kirk - batteria